# Habrocestum ignorabile
Habrocestum ignorabile is een spinnensoort in de taxonomische indeling van de springspinnen (Salticidae).
Het dier behoort tot het geslacht Habrocestum. De wetenschappelijke naam van de soort werd voor het eerst geldig gepubliceerd in 2007 door Wanda Wesołowska & Antonius van Harten.